# Gerontius
Gerontius (forme latine du nom celtique Gerontios gallois Geraint breton: Gerent)  est un général romain d'origine bretonne. 

## Biographie
Proche du futur empereur Théodose Ier depuis 386 il est en orient dux et gouverneur de « Tomi » c'est-à-dire Constanța et chef de la flotte de la mer Noire. Après une disgrâce il rentre en Occident et est nommé comes du Tractus Armoricanus. Après 395 deux de ses filles décident de devenir religieuses et il les déshérite.
Considéré comme brave, compétent, orgueilleux et ambitieux, il est partisan de Constantin III, il mène des troupes depuis la Bretagne pour faire lever le siège de Valence par Sarus à l'automne 407. Il poursuivit celui-ci jusqu'aux Alpes mais Sarus lui échappa. Dès lors, il fut appelé à diriger la défense du passage des Pyrénées avec ses troupes venues des Gaules malgré les récriminations des légions d'Ibérie qui souhaitaient que cette garde leur fut confiée selon leur coutume, et non à un étranger (hiver 407). 
Mais en 408, le retour de Constant avec un nouveau général le scandalisa et il décida de se révolter contre Constantin III. Ayant noué d'excellents rapports avec les barbares occupant l'Aquitaine, il leur permit alors de passer au-delà des Pyrénées afin de bloquer les troupes de Constant en Ibérie. Il proclama empereur à Tarragone l'usurpateur Maxime en 409. Il passa ensuite au nord des Pyrénées avec une armée composée en partie de barbares ayant envahi l'Espagne afin d'en finir avec  Constantin III. Il assiégea Vienne en 411, s'empara de Constant qui s'y réfugiait et le décapita. Mais cette même année, alors qu'il faisait le siège d'Arles où s'était retranché Constantin, il apprit l'arrivée inopportune des troupes du patrice Constance, général d'Honorius, venues d'Italie pour ramener la Gaule à Rome. Ses troupes se débandèrent et il dut fuir en Espagne. Trahi par ses derniers fidèles, il se défend comme un lion et lorsque l'on incendie sa résidence il tue à leur demande son épouse Nonechia et son serviteur alain avant de se suicider en 411.